# Fātima bint Mūsā

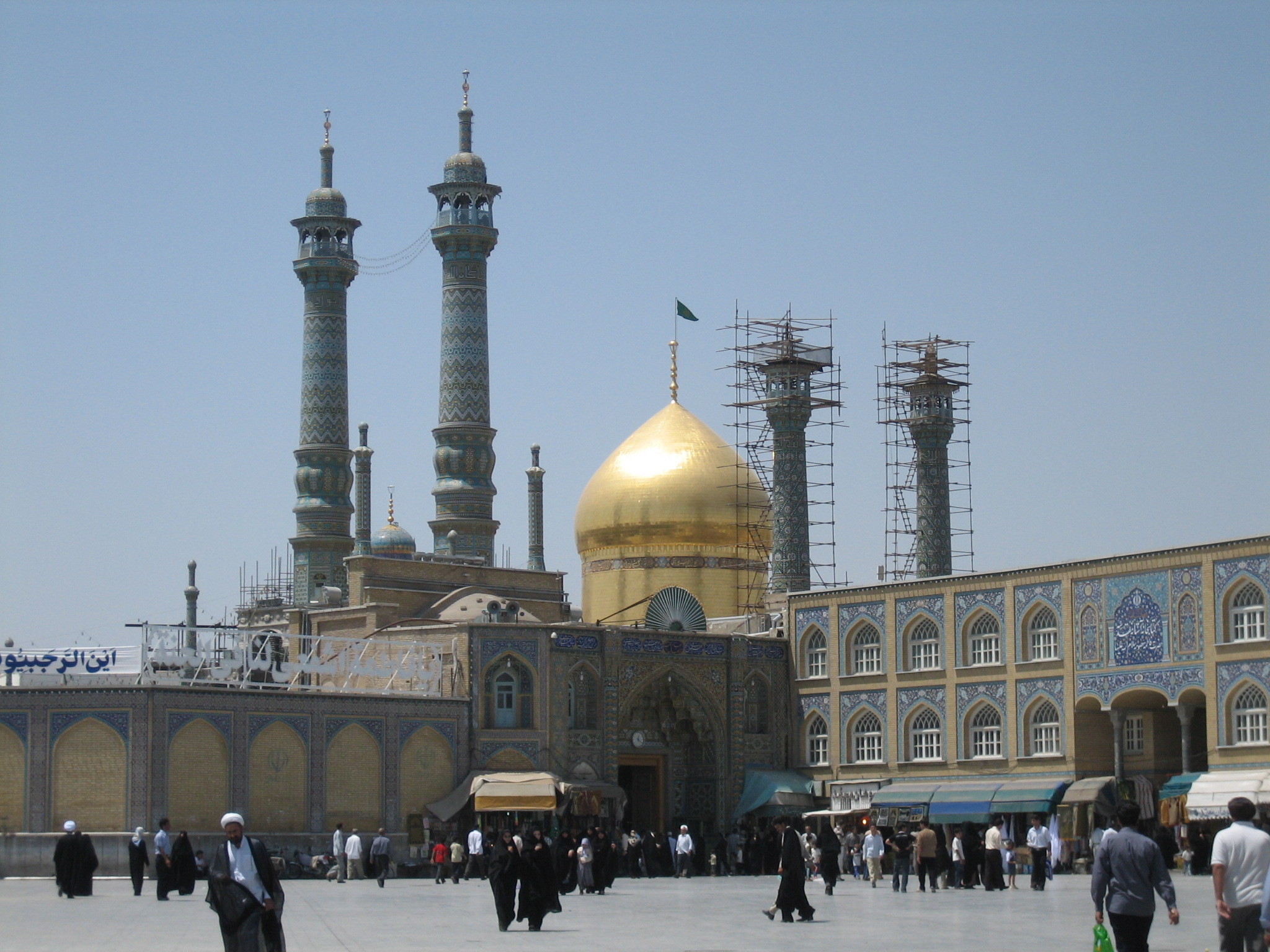
Fatima al-Masumeh Heiligtum in Qom

Fātima bint Mūsā, auch Fāṭima al-Maʿṣūma (arabisch فاطمة بنت موسى الكاظم, DMG Fāṭima bt. Mūsā al-Kāẓim; persisch فاطمه معصومه, DMG Fāṭeme-ye Maʿṣūme; * 790 in Medina; † 817 in Qom), war die Schwester des achten Imam, ʿAlī ibn Mūsā ar-Ridā, und Tochter des siebten Imam. Sie reiste nach Ostiran, um ihren Bruder zu besuchen. Auf der Reise erkrankte sie in der Nähe der Stadt Saveh und starb in Qom. In Biographien wird sie häufig mit der Tochter des Propheten, Fatima, gleichgesetzt. Sie wurde zu einer der bedeutendsten Heiligen Irans.
In der schiitischen Tradition werden der „heiligen Fātima“ (Hażrat-e Maʿsūme) verschiedene Attribute wie „die Sündlose“, „die Unberührte“ und auch Wunder zugesprochen, die sie vollbracht haben soll.
Ihre Grabstätte wurde ab dem Jahre 869/70 im Laufe der Jahrhunderte in ein prächtiges Heiligtum umgewandelt. Die goldene Kuppel ihres gewaltigen Mausoleums ist heute das Wahrzeichen von Qom.